# Joseph Armstrong (ingeniero)
Joseph Armstrong (21 de septiembre de 1816 - 5 de junio de 1877) fue un ingeniero mecánico británico, superintendente de locomotoras del Great Western Railway. Su hermano menor George y uno de sus hijos ("Young Joe"), también se convirtieron en destacados ingenieros de la misma compañía ferroviaria.

## Carrera

### Primeros años hasta 1847
Después de un período en Canadá, en 1824 la familia de Joseph se instaló en Newburn-on-Tyne, donde su padre Thomas se convirtió en alguacil del duque de Northumberland. Joseph asistió a la Escuela de Bruce en Newcastle, donde Robert Stephenson también había sido alumno. En 1823, Robert Stephenson, en colaboración con su padre George, había instalado sus talleres de locomotoras en la ciudad. Además, Newburn estaba en un extremo de Wylam Waggonway, donde la visión de las famosas locomotoras Puffing Billy y Wylam Dilly debió haber inspirado el entusiasmo del joven Joseph como ingeniero. Newburn también tenía ferrocarriles mineros remolcados con sogas mediante motores estacionarios, y fue en uno de estas minas de carbón, Walbottle Colliery, donde Armstrong encontró su primer empleo.
Además de su relación con los Stephenson, un contacto importante para los Armstrong fue el filántropo metodista Timothy Hackworth, quien en 1825 se convirtió en el primer superintendente de locomotoras del flamante Ferrocarril de Stockton y Darlington. A través de Hackworth, el adolescente Armstrong pudo haber adquirido experiencia conduciendo locomotoras en el Ferrocarril de Stockton y Darlington, y se ha sugerido que probablemente fue una fuerte influencia en su perspectiva religiosa y social, notablemente humana, cuando más tarde ocupó un puesto de gran responsabilidad en los Talleres de Swindon del Great Western Railway.
Mientras tanto, mientras continuaba adquiriendo experiencia práctica con las locomotoras de vapor pioneras de la época, a la edad de 20 años (1836), Edward Woods empleó a Armstrong como maquinista en el Ferrocarril de Liverpool y Mánchester de Stephenson, y cuatro años más tarde se mudó a un puesto similar en el Ferrocarril de Hull y Selby, donde fue ascendido al puesto de capataz y se familiarizó con los diseños de locomotoras vanguardistas de John Gray. Al seguir a Gray a los Talleres de Brighton en 1845, Armstrong también conoció a otro ingeniero de locomotoras pionero de la época, David Joy.

### Saltney y Wolverhampton, 1847–64
En 1847, Armstrong fue nombrado asistente de Edward Jeffreys, superintendente de locomotoras en el Ferrocarril de Shrewsbury y Chester (S&CR), cuyos talleres de mantenimiento se encontraban en Saltney. Cuando Jeffreys dejó su puesto en abril de 1853, Armstrong fue ascendido a superintendente de locomotoras. También en 1853, el S&CR combinó sus locomotoras con las del Ferrocarril de Shrewsbury y Birmingham (S&BR), y Armstrong se hizo responsable de la flota combinada y se mudó a los talleres de reparación de la antigua S&BR cerca de la Estación Alta de Wolverhampton, donde nombró a su hermano menor, George, como su ayudante y jefe de talleres.
El 1 de septiembre de 1854, el S&CR y el S&BR se fusionaron con el Great Western Railway (GWR), cuyos talleres de locomotoras estaban en Swindon. Los dos ferrocarriles más pequeños se convirtieron en la recién establecida División Norte del GWR. Armstrong permaneció en su puesto (aunque ahora dependía de Daniel Gooch, que tenía su sede en Paddington), y se establecieron unos talleres mayores en Wolverhampton para reemplazar las antiguas instalaciones del S&BR.
Las máquinas ex-S&CR y ex-S&BR fueron las primeras locomotoras de ancho estándar propiedad del GWR. Todas ellas habían sido suministradas por fabricantes independientes, pero la Junta del GWR deseaba que en un futuro próximo se construyeran locomotoras de ancho estándar en Wolverhampton. Dado que los talleres todavía no estaban equipados para este nuevo cometido, Swindon comenzó a producir locomotoras de ancho estándar en 1855 de acuerdo con los diseños de Gooch, aunque algunas fueron construidas por fabricantes externos. En 1859, los talleres de Wolverhampton también comenzaron a producir locomotoras de ancho estándar, pero según los diseños de Armstrong, a quien se le había dado un cierto grado de autonomía.

### Swindon, 1864-1877
En 1864, Gooch renunció al cargo de Superintendente de Locomotoras y Armstrong fue ascendido para reemplazarlo. Además de la gestión de las locomotoras que estaba realizando hasta entonces Gooch, Armstrong también se hizo responsable de los coches de viajeros y de los vagones, lo que se reflejó en el nombre de su nuevo cargo: Superintendente de Locomotoras, Coches y Vagones. Al igual que con Gooch, sus responsabilidades abarcaban la División Norte, que estaba feliz de delegar a su hermano menor, George.
Al llegar a Swindon, Armstrong se embarcó en sus amplios cometidos con un celo que finalmente resultaría demasiado incluso para su robusta salud. Como un típico padre de familia victoriano, era diligente y estricto, intolerante con la corrupción y la injusticia, pero filantrópico y generoso con aquellos que trabajaban duro. Además de sus funciones ferroviarias, estuvo muy involucrado en la vida cotidiana de New Swindon. Era un predicador laico de los metodistas, al tiempo que se aseguraba de que la ciudad tuviera iglesias de diversos credos. Fue presidente del Instituto de Mecánica, fundado por Gooch, pero que se expandió mucho con Armstrong, y desde 1864 hasta su muerte fue presidente de la Junta de Swindon New Town. Participó en la Sociedad de Fondos Médicos, la Sociedad de Fondos para Enfermedades, la Obras Hidráulicas de la ciudad y el Hospital Cottage con sus mutualidades asociadas.
Las décadas de 1860 y 1870 fue un período de expansión para el Great Western Railway. Después de que la Comisión para el Estudio del Ancho de Vía decidió en 1846 en contra de la expansión de las vías de gran ancho, la mayoría de las rutas nuevas se establecieron solo para el ancho estándar. El trabajo de Armstrong incluía el mantenimiento de la gran cantidad de locomotoras de vía ancha, muchas de las cuales debían renovarse o reemplazarse, y también (desde 1868) diseñar una gran cantidad de nuevas locomotoras de vía estándar para cubrir el servicio en la cada vez mayor cantidad de vías de ancho estándar y vías de ancho mixto. En un sentido más amplio, estaba a cargo de todo el material rodante de la empresa, así como del trabajo y el bienestar de unos 13.000 empleados en toda la red del GWR.
En 1877, Joseph comenzó a mostrar signos de problemas cardíacos. Se mostró reacio a dejar de trabajar, pero finalmente accedió a tomarse unas vacaciones de convalecencia en Escocia. Sin embargo, le llegaron demasiado tarde, y murió de un ataque al corazón en Matlock Bath mientras viajaba hacia el norte. Su funeral, celebrado el 7 de junio, fue uno de los más memorables en la historia de Swindon, reuniendo 2.000 trabajadores de los talleres locales y otros 100 de Wolverhampton, así como muchos procedentes de otros lugares de la red del GWR. También asistieron algunos forasteros, como el ingeniero ferroviario William Stroudley de Brighton. En total, unas 6.000 personas se agolparon en el cementerio de San Marcos, donde todavía se puede ver un obelisco en memoria de Armstrong y dos de sus hijos, justo al este de la iglesia.

## Hijos
Joseph se casó con Sarah Burdon en 1848. Tuvieron nueve hijos, cuatro de los cuales fueron aprendices en Swindon:
- Thomas Armstrong (1849–1908). A la muerte de su padre abandonó el GWR y posteriormente trabajó como comercial para empresas de ingeniería.[24]
- John Armstrong (1851–1931). A la muerte de Joseph, se convirtió en asistente del superintendente de locomotoras de la división, a las órdenes de William Dean. Desde 1882 fue Superintendente de Locomotoras de la División de Paddington, donde una de sus funciones era supervisar el funcionamiento del tren de la casa real. Se jubiló en 1916.[25] Su hijo Ralph (n. 1880) trabajó para el GWR durante unos 50 años hasta su jubilación en 1946, solo dos años antes de la nacionalización de los ferrocarriles británicos.[26]
- Joseph ("Young Joe") Armstrong (1856–1888). Su constitución no era fuerte y viajó a Sudáfrica, y más tarde al Mediterráneo, por el bien de su salud. Junto con el joven George Jackson Churchward, desarrolló un sistema de frenado automático, que se usó en el GWR y la Región Occidental hasta mucho después de la nacionalización. "Young Joe" sucedió a su hermano John como asistente de Dean, y en 1885 se mudó a Wolverhampton, donde asumió un puesto similar con su tío, George. Trágicamente, este 'genio de la familia' se suicidó el día de Año Nuevo de 1888, aparentemente con el objetivo de pagar 500 libras esterlinas de deudas mediante una póliza de seguro de vida. Años más tarde, Churchward comentaría generosamente que si "Young Joe" hubiera sobrevivido, él, y no Churchward, habría sido el sucesor de William Dean.[27][28]
- Irving Amstrong (1862–1935). Después de completar su aprendizaje en Swindon, Irving se convirtió en ministro de la iglesia metodista.[29]

En 1873, el GWR construyó una gran casa familiar para los Armstrong, Newburn House, ubicada al sureste de la estación y los Talleres de Swindon. Dean y Churchward vivieron allí posteriormente, pero los Collett, que no tenían hijos, optaron por vivir en otro lugar, y Newburn House fue demolida en 1937. La zona de casas unifamiliares de Newburn Crescent ocupa este mismo lugar.

## Locomotoras
Las locomotoras de los Armstrong son relativamente poco conocidas hoy en día, en comparación con el trabajo de la época de Gooch y la elegancia de principios de siglo de los mejores diseños de Dean. La mayoría de las máquinas Armstrong se retiraron durante la Segunda Guerra Mundial, y no se ha conservado ninguna. Un escritor ha sugerido que, de hecho, no hay mucho que decir sobre estas locomotoras, simplemente porque eran muy ortodoxas y consistentemente bien diseñados. Al mismo tiempo, "... es justo decir que [Armstrong] dejó el Great Western mejor provisto de máquinas para cada clase de tráfico que cualquier otro ferrocarril en Gran Bretaña, y probablemente en el mundo".
Todos las máquinas de Joseph tenían una configuración de seis ruedas:
- Locomotoras 2-2-2 "simples" para remolcar trenes expresos de pasajeros, originalmente algunas del tipo "Jenny Lind",[32] y luego de las clases "Queen"/"Sir Alexander" más famosas ("Queen" en sí misma era, naturalmente, la locomotora de la casa real en el GWR) y la ligeramente más pequeña "Clase Sir Daniel".[33]
- Locomotoras 2-4-0 para trenes de pasajeros más lentos. Había varias clases de este tipo, y a menudo se reconstruían cuando pasaban por los talleres, ya fuese en Swindon o en Wolverhampton, lo que hace que rastrear su historia detallada sea un asunto confuso.
- Locomotoras 0-6-0 auxiliares para carga, en particular las "Armstrong Standard Goods" o Clase 388, de las que se construyeron casi 300 unidades, 20 de ellas como "convertibles" para vía ancha. Se construyeron otras 20 con ruedas más pequeñas, para el tráfico de carbón del sur de Gales. La versión con bastidor exterior de las longevas "Dean Good" 0-6-0, denominadas Clase 2361, fue esencialmente un desarrollo de la clase 388.
- Locomotoras tanque 2-4-0 para el transporte suburbano de pasajeros, principalmente las "Metro Tank" o Clase 455 construidas por primera vez en 1868. Utilizadas en toda la red del GWR, eran conocidas sobre todo por remolcar los trenes de cercanías de Londres, lo que hicieron durante aproximadamente medio siglo. La construcción continuó con William Dean, y algunas disponían de equipos de condensación para poder trabajar en los túneles del Ferrocarril Metropolitano. Gibson recordó haber experimentado veloces recorridos entre Maidenhead y Paddington con esta clase sorprendentemente potente, hasta alrededor de 1930.[34] O. S. Nock, refiriéndose al mismo período, sugiere que el funcionamiento de las "Metro" anticipó la operación moderna de unidades múltiples eléctricas: "Me di cuenta de que con estas viejas 2-4-0 de Armstrong, tenía un ejemplo absolutamente clásico de tren suburbano de gran precisión y rendimiento. No importaba cuál de ellas estuviera circulando, su funcionamiento era tan regular como el de un reloj".[35]
- Locomotoras tanque 0-6-0 para trabajos ligeros y maniobras. Muchas de estas máquinas recibieron sus depósitos de agua adicionales en la época de Churchward, cuando se instalaron los fogones Belpaire.